# Lincoln Professor of Classical Archaeology and Art
Lincoln Professorship of Classical Archaeology and Art är en professur vid universitetet i Oxford i England. Lärostolen är knuten till Lincoln College.

## Innehavare
- William Mitchell Ramsay (1885–1886)
- Percy Gardner (1887–1925)
- John Beazley (1925–1956)
- Bernard Ashmole (1956–1961)
- Martin Robertson (1961–1978)
- John Boardman (1978–1994)
- Roland Smith (1995–)